# Delia seticauda
Delia seticauda är en tvåvingeart som beskrevs av Masayoshi Suwa 1984. Delia seticauda ingår i släktet Delia och familjen blomsterflugor. Inga underarter finns listade i Catalogue of Life.